# Prix Nobel de la paix 2021
Le prix Nobel de la paix 2021 est annoncé par le Comité Nobel norvégien, le 8 octobre 2021, à Oslo. La cérémonie de remise des prix a lieu à Oslo.

## Processus de nomination
Différents groupes de personnes ou d’organisations qualifiées ont proposé des candidats, notamment des membres d'assemblées nationales et de gouvernements nationaux, des chefs d'État, des juges de certaines juridictions internationales, des universitaires, des professeurs dans certains domaines et d'anciens lauréats ; une proportion importante des candidatures ont été soumises par des députés et des universitaires norvégiens. Les candidatures ont été soumises au Comité Nobel norvégien, basé à Oslo, généralement dans une langue scandinave (norvégien, suédois et danois) ou en anglais. Les nominations pour le prix de cette année sont ouvertes le 1er septembre 2020 et clôturées le 31 janvier 2021 (heure norvégienne).

## Candidats
La fondation Nobel a annoncé le nombre de 329 candidats en 2021, 234 individus et 95 organisations. La Fondation Nobel n'est pas autorisée à publier des candidatures pendant au moins 50 ans. Les proposants individuels peuvent publier leur nomination, choisissant parfois de le faire, et les médias norvégiens rapportent souvent des nominations par des proposants qualifiés tels que des députés et des universitaires qualifiés.
L'agence de presse norvégienne annonce le 31 janvier 2021 que les candidats 2021 confirmés par des candidats norvégiens qualifiés (députés ou universitaires) avant la date limite comprenaient les candidats suivants :
| Candidat                                                                       | Nominateur(s)                                                              | Références |
| ------------------------------------------------------------------------------ | -------------------------------------------------------------------------- | ---------- |
| Campagne pour arrêter les robots tueurs                                        | Audun Lysbakken, député                                                    | ,          |
| Alexeï Navalny                                                                 | Ola Elvestuen, Mathilde Tybring-Gjedde et Peter Christian Frølich, députés | ,          |
| Martin Lee                                                                     | Mathilde Tybring-Gjedde et Peter Christian Frølich, députés                | ,          |
| Presse gratuite de Hong Kong                                                   | Ola Elvestuen, Terje Breivik et Jon Gunnes, députés                        | ,          |
| Réseau international de vérification des faits                                 | Trine Skei Grande et Tore Storehaug, députés                               | ,          |
| Maria Ressa                                                                    | Jonas Gahr Støre, député                                                   | ,          |
| Reporters sans frontières                                                      | Sveinung Stensland, membre du Parlement                                    | ,          |
| Black Lives Matter                                                             | Petter Eide, député                                                        | ,          |
| OTAN                                                                           | Erlend Wiborg, député                                                      | ,          |
| Coalition pour les innovations en matière de préparation aux épidémies et GAVI | Carl-Erik Grimstad, député                                                 | ,          |
| Mouvement scout                                                                | Solveig Schytz, député                                                     | ,          |
| Jane Goodall                                                                   | Dag Øistein Endsjø, professeur d'études religieuses                        | ,          |
| Marilyn Waring                                                                 | Margunn Bjørnholt, professeur de sociologie                                | ,          |

## Comité

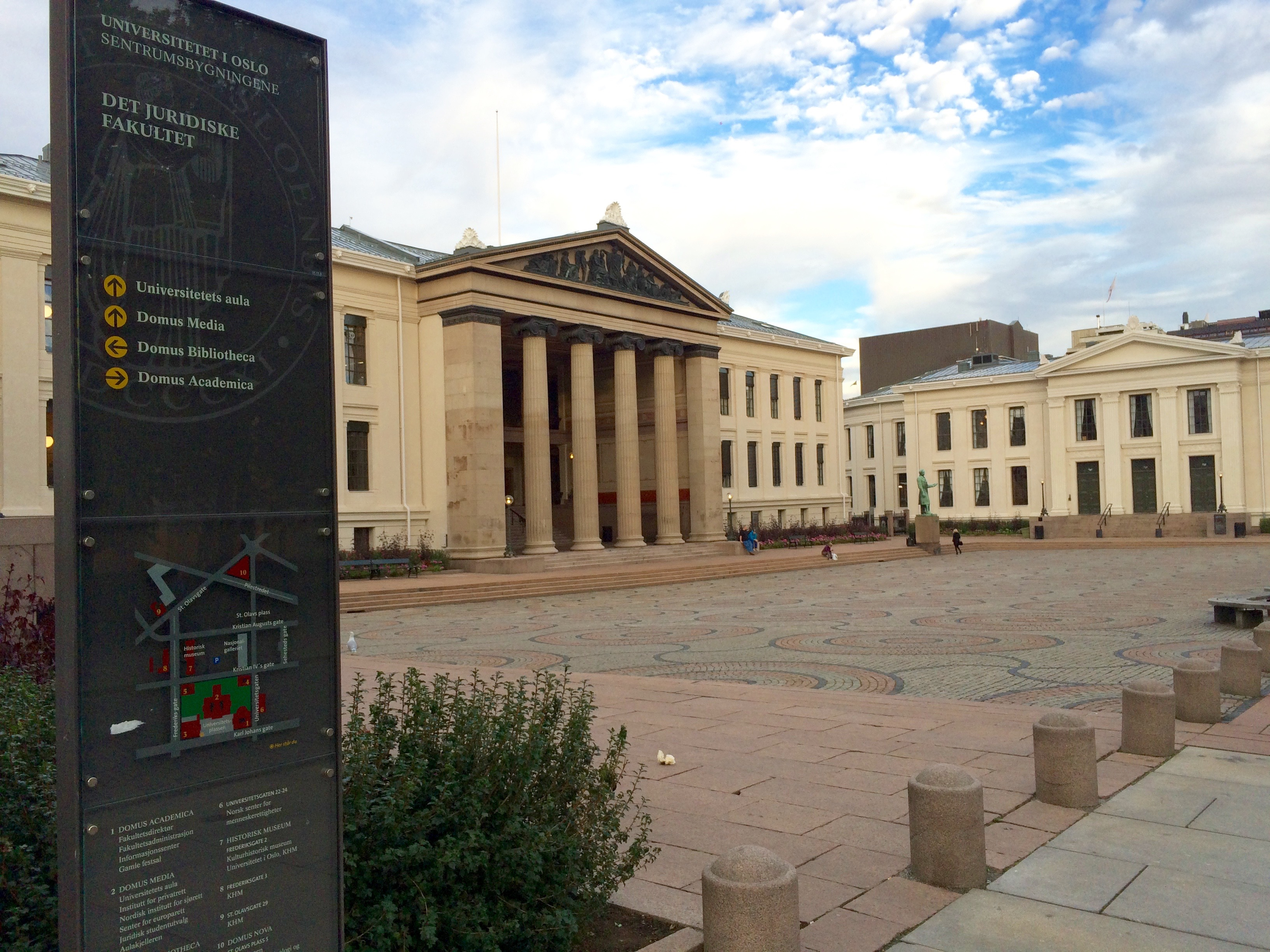
Atrium de la Faculté de droit de l'Université d'Oslo, lieu de la cérémonie de remise des prix 1947-1989 et depuis 2020.

Les membres du Comité Nobel norvégien sont élus par le Parlement norvégien et sont chargés de sélectionner le lauréat conformément à la volonté d'Alfred Nobel,.
Le comité est composé des membres suivants :
- Berit Reiss-Andersen (présidente, 1954-), avocate et ancienne présidente de l'Association norvégienne du barreau, ancienne secrétaire d'État auprès du ministre de la Justice et de la Police (représentante du Parti travailliste). Membre du Comité Nobel norvégien depuis 2012, reconduit pour la période 2018-2023.
- Asle Toje (vice-président, 1974-), spécialiste de la politique étrangère. Nommé pour la période 2018-2023.
- Anne Enger (née en 1949), ancienne chef du Parti du centre et ministre de la Culture. Membre depuis 2018 et reconduite pour la période de 2021-2026.
- Kristin Clemet (née en 1957), ancienne ministre de l'Administration gouvernementale et du Travail et ministre de l'Éducation et de la Recherche. Nommée pour la période de 2021-2026.
- Jørgen Watne Frydnes (né en 1984), ancien membre du conseil d'administration de Médecins Sans Frontières Norvège, membre du conseil d'administration du Comité norvégien d'Helsinki[8]. Nommé pour la période de 2021-2026.

## Annonce et cérémonie
Le lauréat du prix Nobel est annoncé par le Comité Nobel norvégien le vendredi de la première semaine complète d'octobre, c'est-à-dire le 8 octobre 2021. La cérémonie de remise des prix a lieu à Oslo le 10 décembre 2021, date anniversaire de la mort d'Alfred Nobel. En 2020, la cérémonie est revenue à son ancien lieu, l'atrium de la faculté de droit de l'Université d'Oslo, après s'être tenue à l'hôtel de ville d'Oslo au cours de la période 1990-2019.